# Rigoletto a Mantova
Rigoletto a Mantova, noto anche semplicemente come Rigoletto, è un film televisivo in diretta, trasposizione dell'omonima opera di Giuseppe Verdi, girato nei luoghi e nelle ore previsti dal libretto dell'opera.
È una produzione Rai trasmessa in mondovisione in 148 paesi, ideata da Andrea Andermann e diretta da Marco Bellocchio, che dopo la Tosca, nei luoghi e nelle ore di Tosca nel 1992 a Roma e La traviata a Paris nel 2000, entrambe per la regia di Giuseppe Patroni Griffi, chiude una trilogia denominata La via della musica. Il protagonista, Rigoletto, è interpretato da Plácido Domingo, tenore impegnato in una parte scritta per baritono. Zubin Mehta dirige l'Orchestra sinfonica nazionale della RAI, che suona nel Teatro Bibiena. Emanuela Di Pietro dirige il coro "Solisti Cantori".
Sono state usate trenta telecamere ad alta definizione, due minuscoli microfoni piazzati addosso a ognuno dei cantanti, sette chilometri di cavi, cinquantasei canali ricevitori audio, quattro regie audio digitali e una batteria di luci in grado di illuminare 400 appartamenti.

## Atti
| nº | Prima visione    | Prima visione | Ascolti    | Ascolti | Ascolti |
| nº | Data             | Ora           | Spettatori | Share   | Note    |
| -- | ---------------- | ------------- | ---------- | ------- | ------- |
| 1  | 4 settembre 2010 | 20.30         | 2.659.000  | 14,30%  | [ 1 ]   |
| 2  | 5 settembre 2010 | 14.00         | 1.542.000  | 9,87%   | [ 2 ]   |
| 3  | 5 settembre 2010 | 23.30         | 1.251.000  | 11,55%  | [ 2 ]   |

Il primo atto è stato preceduto alle 20.26 da un messaggio augurale del presidente della Repubblica Giorgio Napolitano seguito da 3.268.000 spettatori con uno share  del 19,01%.

## Collocazione
Il primo atto si svolge a Palazzo Te, nella Sala dei Giganti, nella Sala dei Cavalli (la dimora del Duca di Mantova) e nel giardino segreto (la casa di Rigoletto); il duetto fra il buffone e il sicario Sparafucile è l'unico brano non in diretta, ripreso nel vicolo Volto scuro. Il secondo atto prende luogo completamente a Palazzo Ducale e il terzo nella Rocca di Sparafucile.